# 3154 Grant
A 3154 Grant (ideiglenes jelöléssel 1984 SO3) a Naprendszer kisbolygóövében található aszteroida. Brian A. Skiff fedezte fel 1984. szeptember 28-án.